# Петър Белчев
Петър Белчев е български революционер, деен участник в борбата за освобождението на Добруджа.

## Дейност
Петър Белчев влиза в редовете на ВДРО в четата на Стефан Боздуганов. С бойната група въоръжен преминава границата многократно пъти при изпълнение на различни задачи. Участва в сражения с въоръжени румънски банди, жандармерия и редовна войска.
Определен е от Стефан Боздуганов за ръководител на Кубратската бойна група. След 1930 г. организира в Кубратска околия чети:
- в с. Брестовене – от 8 души с ръководител Петър Карагенов и помощник Ангел Иванов,
- в с. Длъжко, Шуменско – от 9 души с ръководител Симеон Хаджииванов,
- в селата Божурово, Савин, Глоджево, Севар и др.

Ръководи много наказателни акции, включително и срещу Щерю Маджару през септември 1933 г.
За заслуги към родината през 1943 г., когато живее в с. Татар Атмаджа (Сокол), Тутраканско, е предложен за народна пенсия.

## Смърт
Убит е от комунистическата власт при опит за арест през ноември 1944 г.